# Atsimo-Atsinanana

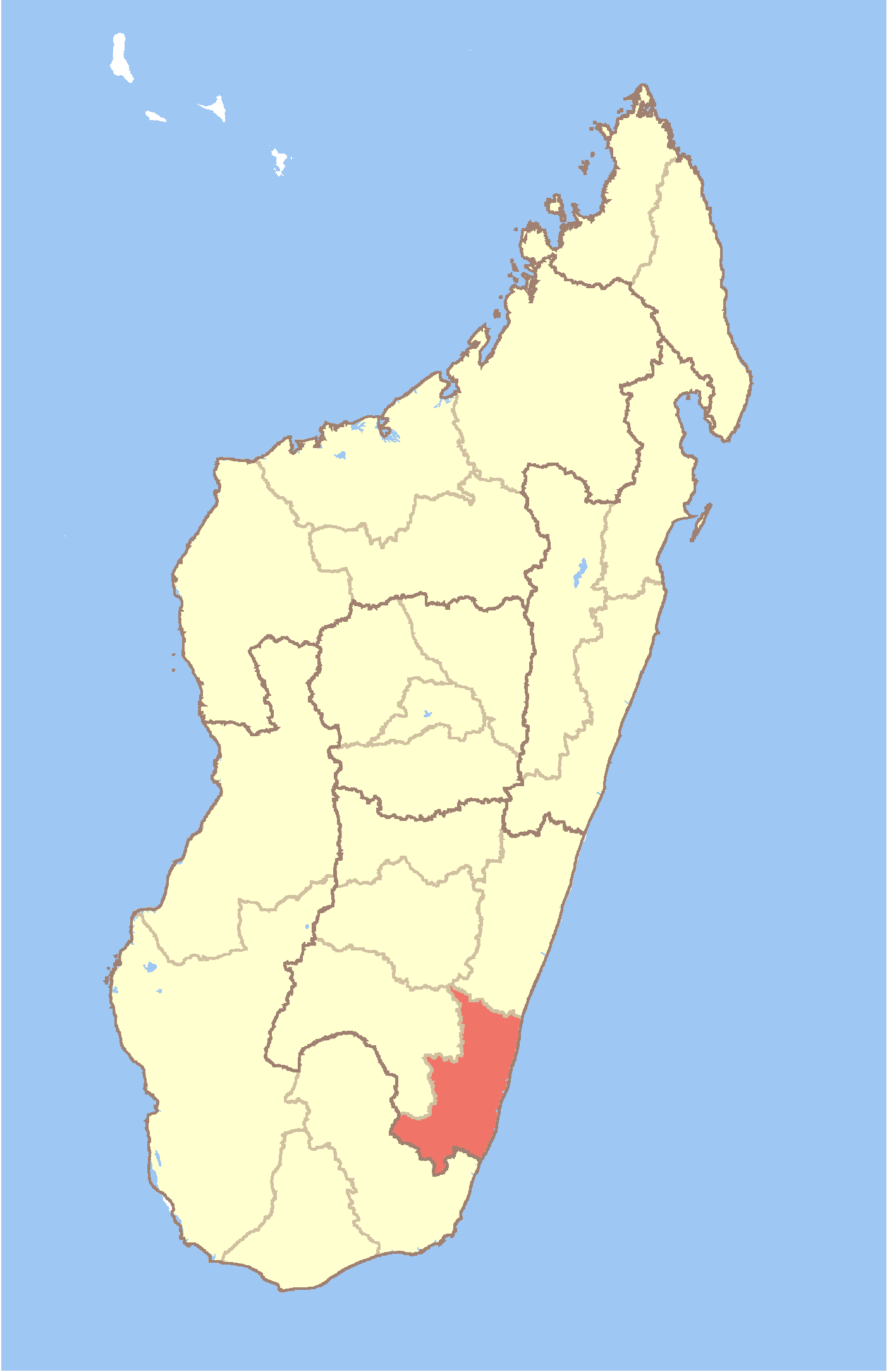
Localisation de la région du Sud-Est à Madagascar.

L'Atsimo-Atsinanana (en français : Sud-Est) est l'une des vingt-trois régions de Madagascar. Elle est située dans la province de Fianarantsoa, dans le sud-est de l'île (d'où son nom).

## Géographie
Sa capitale est Farafangana.
Cette région possède un parc national terrestre : le parc national de Midongy du Sud.
La population de la région était estimée, en 2004, à environ 621 200 habitants sur une superficie de 18 863 km2.

## Administration
La Région du Sud-Est est subdivisée en cinq districts et 90 communes)
- District de Befotaka (7 communes)
- District de Farafangana (32 communes)
- District de Midongy (6 communes)
- District de Vangaindrano (29 communes)
- District de Vondrozo (16 communes)